# Бабанін Анатолій Андрійович
Бабанін Анатолій Андрійович (нар. 19 серпня 1940, с. Матяш, Росія) — лікар, судово-медичний експерт. Доктор медичних наук (1975), професор (1980). Заслужений діяч України (1998). Кавалер золотої медалі ім. А. Швейцера Польської академії медицини (1998), орден «За заслуги» 3-го ступ. (1999).
Закінчив Кримський медичний інститут (1965), де відтоді й працює (нині університет): асистентом, від 1980 — професор кафедри анатомії людини, від 1983 — завідувач кафедри судової медицини, у 1996—2015 — ректор.
Наукові дослідження у галузі експериментальної хірургії, клінічної морфології, судової медицини, морфології та судово-експертної оцінки алкогольних інтоксикацій. Винайшов кетгут «Біофіл», який широко використовується в хірургічній практиці..

## Праці
- Новый способ пластики пахового канала при лечении паховых грыж // ВХ. 1995. Т. 154, № 3 (співавт.);
- Морфологические изменения в яичниках при острой и хронической алкогольных интоксикациях // Пробл., достижения и перспективы развития медико-биол. наук и практич. здравоохранения. Сф., 1996 (співавт.);
- Новые хирургические рассасывающиеся шовные материалы из биологического сырья // Мат. 5-го Рос. нац. конгресса «Человек и лекарство». Москва, 1998 (співавт.);
- Экспериментально-морфологическая оценка новой хирургической нити «Биофил» при урологических операциях // Архив клин. и практ. медицины. 1998. Т. 7, № 2 (співавт.);
- Судебно-медицинская экспертиза половых состояний. Сф., 2001.